# Có người
Có Người (Tựa tiếng Anh: Someone) là một đĩa đơn quảng bá cho album phòng thu thứ 3 của nữ ca sĩ kiêm sáng tác nhạc người Việt Nam Vũ Cát Tường mang tên Inner Me. Bài hát được ra mắt vào ngày 06 tháng 11 năm 2019 trên các nền tảng trực tuyến và YouTube.
Có Người là một bản ballad đầy nhẹ nhàng nhưng cũng da diết và dạt dào cảm xúc, cùng ca từ giản dị mà lại thân thuộc. Video âm nhạc của ca khúc đã đạt 1.000.000 lượt xem chỉ sau 24 giờ ra mắt và leo lên Top 3 Thịnh hành của YouTube Việt Nam chỉ 2 ngày sau đó. Ngoài ra, single cũng đã đạt 5.000.000 lượt stream trên nền tảng nghe nhạc trực tuyến Spotify.

## Bối cảnh ra mắt
Vào ngày 3 tháng 11 năm 2019, Vũ Cát Tường đã đăng tải trailer của ca khúc Có Người trên YouTube, thông báo ngày ra mắt chính thức là 6 tháng 11 năm 2019. Đoạn trailer dài chưa đến 1 phút với cảnh Tường đang tập múa cùng biên đạo Quang Đăng đã khiến người hâm mộ đứng ngồi không yên, bày tỏ sự mong chờ MV được ra mắt. Trong vòng 3 ngày trước khi MV ra mắt, Vũ Cát Tường đã liên tục đăng tải các bài viết "đếm ngược" đến khi Có Người chính thức được ra mắt.
Ban đầu MV đã được Tường và êkip thông báo ra mắt vào lúc 20 giờ (giờ Việt Nam), tuy nhiên vì một vài lí do kỹ thuật nên MV đã bị dời lịch ra mắt chậm 1 giờ, tức vào 21 giờ trên nền tảng YouTube. Chỉ sau 24 giờ ra mắt, Có Người đã đạt 1.000.000 lượt xem trên YouTube. 2 ngày sau đó - tức ngày 8 tháng 11 năm 2019, MV đã chính thức leo lên top 3 trending YouTube Việt Nam - giúp Có Người trở thành ca khúc đạt hiệu ứng lượt xem tốt nhất trong sự nghiệp của Vũ Cát Tường.

## Video âm nhạc
Video âm nhạc của Có Người đã kể lại câu chuyện của một chàng vũ công trẻ đang trong mối quan hệ với một cô nàng cũng là vũ công. Hai người đã cùng nhau tập múa, khiêu vũ và chìm đắm trong một mối tình vô cùng lãng mạn. Vào một buổi đêm nọ, khi hai người đang lén vào viện bảo tàng và nô đùa với nhau thì bị nhân viên an ninh phát hiện, trong lúc chạy trốn thì chàng trai đã vô tình bị một chiếc ô tô đâm phải, từ đó dẫn đến thương tật vĩnh viễn ở đôi chân và không thể tiếp tục với nghề vũ công nữa. Kể từ đó, cô nàng cũng đã rời bỏ anh đi.
Khoảnh khắc cuối cùng trong MV, nam chính (Vũ Cát Tường) đã lùi về phía sau sân khấu, trở thành một người chơi đàn piano, ánh mắt vẫn luôn nhìn về người tình cũ đang vui vẻ khiêu vũ với một chàng trai mới. Ánh mắt của Tường ánh lên nỗi tiếc nuối nhưng cũng đầy yên bình, vui vẻ, vì cô gái mình yêu cuối cùng cũng đã có được hạnh phúc khi kề bên người mới.
Vì nội dung của MV hoàn toàn khác với những cảnh tượng trong trailer, đã khiến cho rất nhiều fan hâm mộ cảm thấy có phần bất ngờ và một chút tiếc nuối khi thay vì trở thành "nữ chính ngôn tình", Tường lại biến thành "nam chính" của MV.

#### Đội ngũ thực hiện
- Sáng tác: Vũ Cát Tường
- Sản Xuất Âm Nhạc: Vũ Cát Tường
- Hòa Âm Phối Khí: Nguyễn Thanh Bình
- Thu Âm & Mix: Benjamin James
- Master: Michael Choi
- Đạo Diễn: Nhu Đặng
- Chỉ Đạo Sản Xuất: Ngô Đài Trang
- Quản Lý Dự Án: Lý Phương Linh
- Quản Lý Truyền Thông: Chu Nguyễn
- Giám Đốc Hình Ảnh: Hải Nguyễn Đức
- Trợ Lý Đạo Diễn: Nguyễn Thành Nhân
- Trợ Lý Sản Xuất: Trang Pizu, Nguyễn Hương Ly, Hồ Hoàng Tùng
- Biên Kịch: Ngô Đài Trang
- Biên Đạo & Đạo Diễn Hình Thể: Quang Đăng
- Thiết Kế Sản Xuất: Lan Zi
- Diễn Viên: Vũ Cát Tường, Thu Trang, Nguyễn Trung Thành, Hồ Hoàng Tùng
- Trợ Lý Biên Đạo: Hoàng Yến
- Trợ Lý Dự Án: Trần Thị Thu Minh
- Trợ Lý Thiết Kế: Xuân Trang
- Steadicam: Đặng Anh Hoàng
- Phục Trang: Trang Nhẹ Nhàng
- Tài Trợ Trang Phục: Lưu Ngọc Kim Khanh, Art Store, MAS
- Makeup: Nghĩa Trọng Trần
- Chỉnh Nét: Nghiêm Duy Hải
- Nhiếp Ảnh: Hà Trần Nhã Uyên, Hoàng Đại Thạch
- Thiết Kế Poster: Minh Kha, Hoàng Hiệp
- Dựng Cảnh: Văn Râu Team
- Dựng phim: Đăng Duy, Tùng Xôlip *Chỉnh màu: Đăng Duy
- Storyboard: Trung Nguyễn
- Hậu Trường: Đức Nguyễn
- Hiệu ứng kỹ xảo: Pixel Media
- Thiết bị quay: KFC Team
- Thiết bị ánh sáng: Cine Light
- Engsub: Hana's Lexis
- Hậu cần: Team Chị Thùy
- Đơn vị sản xuất: Hoàng Tử Bé, Startling Production

## Đánh giá, phản ứng
Ca khúc và video âm nhạc đều đã nhận được những phản hồi tích cực từ khán giả, thể hiện qua lượng nghe nhạc và xem video âm nhạc lớn nhất trong các bài hát của Tường.

"Giai điệu mà Vũ Cát Tường viết ra lúc nào cũng đẹp, còn phần ca từ lại càng chẳng có gì đáng chê: nên thơ và dịu dàng, nhẹ nhàng đi vào lòng người vô cùng. Có cảm tưởng như cô nàng chưa bao giờ cạn ý tưởng cho những sản phẩm âm nhạc của mình."
- Báo Tiin.vn
"Tình cảm của hai nhân vật trong "Có người" của Vũ Cát Tường thể hiện một cách nhẹ nhàng và đậm chất thơ. Tình yêu của họ là những phút thăng hoa trên sân khấu, hòa quyện trong từng nhịp thở với mỗi bước nhảy. Cả Vũ Cát Tường và bạn diễn đã thể hiện thành công tình cảm qua những ánh 
mắt dịu dàng khi nhìn nhau."
- Báo Giao Thông
"Có người là một bản ballad mang đậm phong cách của Vũ Cát Tường. Sau khi thử nghiệm nhiều thể loại nhạc khác nhau thì có lẽ Vũ Cát Tường là chính mình nhất khi trở về với ballad. Sâu lắng, da diết và rất bắt tai, đó là những gì mà những ai yêu nhạc Vũ Cát Tường có thể cảm nhận khi nghe bài hát này."
 - Net News